# Jorge Alcalde Lagranja
Jorge Alcalde Lagranja (19 de agosto de 1968) es periodista, divulgador científico y escritor español. Fue director de la revista Quo desde 2007 hasta su desaparición en 2019. Actualmente es director de Esquire, desde 2017, y colaborador de los programas de COPE. Se licenció en Ciencias de la Información por la Universidad Complutense de Madrid y también está diplomado en Comunicación por la University of South Florida (Tampa) 

## Historia
Divulgador de ciencia en prensa, radio y televisión, fue redactor jefe de Muy Interesante. También ha trabajado para las revistas Tiempo, GEO y El Europeo. Por otro lado, ha participado en diversos programas de televisión y en diarios como El Mundo y ABC.
Además de dirigir la revista Quo, es colaborador fijo de la cadena COPE donde regresó en 2012 tras colaborar tres temporadas en esRadio. Compagina ambas labores con su colaboración habitual en La Razón y mantuvo una columna semanal en Libertad Digital. También fue director y presentador de los programas de TV Factor 2.1 y Vive la Ciencia (Libertad Digital TV).
Desde octubre de 2017 dirige la edición española de la revista masculina Esquire, editada por Hearst España, filial de la Hearst Corporation.
Ha participado en la puesta en marcha de varios museos de ciencia en España y es autor de varios libros.

## Libros publicados
- Jorge Alcalde Lagranja (2005). Las luces de la energía, Ed. Fundación Iberdrola . 292 p. ISBN  978-84-609-4455-3

- Jorge Alcalde Lagranja (2007). Las mentiras del cambio climático, Ed. LibrosLibres. 211 p. ISBN 978-84-96088-70-2

- Jorge Alcalde Lagranja (2009). Las mentiras de lo paranormal;lo que se aprende de ciencia investigando los misterios de la "zona oscura", Ed. Libroslibres. 204 p. ISBN 978-84-92654-04-8

- Jorge Alcalde Lagranja (2010). Te necesito, papá;una reflexión para futuros padres, padres felices y padres a quienes no les dejan serlo, Ed. Libroslibres. 190 p. ISBN 978-84-92654-29-1

- Jorge Alcalde Lagranja (2011). La noche del rey, Ed.Temas de Hoy. 411 p. ISBN 978-84-9998-035-5

- Jorge Alcalde Lagranja (2015). ¿Por qué los astronautas no lloran?, Ed. Planeta. 317p. ISBN 978-84-08-14195-2

- Jorge Alcalde Lagranja (2017). Arquímedes, el del teorema, Ed. Planeta. 288p. ISBN 978-84-08-16859-1

## Premios y reconocimientos
Cuenta con varios premios de divulgación como el Prisma de la Casa de las Ciencias de La Coruña, los premios FECYT y TECNALIA de periodismo científico y ha sido finalista del premio Boehringer Ingelheim de periodismo de salud.